# فيليبس (ويسكونسن)
فيليبس (بالإنجليزية: Phillips, Wisconsin)‏ هي قرية، مدينة من الدرجة الرابعة و مقر المقاطعة تقع في الولايات المتحدة في مقاطعة برايس (ويسكونسن). يقدر عدد سكانها بـ 1,478 نسمة ومساحتها 9.09 كم2 وترتفع عن سطح البحر 440 متر.

## التركيبة السكانية
قام مكتب تعداد الولايات المتحدة بتحديد بيانات التركيبة السكانية لفيليبس في تعداد الولايات المتحدة. في ما يلي، التركيبة السكانية حسب تعدادي 2000 و2010.

### تعداد عام 2000
بلغ عدد سكان فيليبس 1,675 نسمة بحسب تعداد عام 2000، وبلغ عدد الأسر 721 أسرة وعدد العائلات 395 عائلة مقيمة في المدينة. في حين سجلت الكثافة السكانية 605.5 نسمة لكل ميل مربع (233.8/كم2). وبلغ عدد الوحدات السكنية 839 وحدة بمتوسط كثافة قدره 303.3 نسمة لكل ميل مربع (117.1/كم2).
وتوزع التركيب العرقي للمدينة بنسبة 96.96% من البيض و 1.19% من الأمريكيين الأصليين و 0.72% من الأمريكيين ذوي الأصول الآسيوية و 1.01% من عرقين مختلطين أو أكثر.
بلغ عدد الأسر 721 أسرة كانت نسبة 28.3% منها لديها أطفال تحت سن الثامنة عشر تعيش معهم، وبلغت نسبة الأزواج القاطنين مع بعضهم البعض 39.8% من أصل المجموع الكلي للأسر، ونسبة 11.4% من الأسر كان لديها معيلات من الإناث دون وجود شريك، وكانت نسبة 45.1% من غير العائلات. تألفت نسبة 39.8% من أصل جميع الأسر من أفراد ونسبة 21.9% كانوا يعيش معهم شخص وحيد يبلغ من العمر 65 عاماً فما فوق. وبلغ متوسط حجم الأسرة المعيشية 2.89، أما متوسط حجم العائلات فبلغ 2.14.
بلغ العمر الوسطي للسكان 42 عاماً. وكانت نسبة 22.7% من القاطنين تحت سن الثامنة عشر، وكانت نسبة 7.3% بين الثامنة عشر والأربعة وعشرون عاماً، ونسبة 24.1% كانت واقعةً في الفئة العمرية ما بين الخامسة والعشرون حتى والأربعة وأربعون عاماً، ونسبة 21.7% كانت ما بين الخامسة والأربعون حتى الرابعة والستون، ونسبة 24.1% كانت ضمن فئة الخامسة والستون عاماً فما فوق. يوجد لكل 100 أنثى 83.9 ذكر، ويوجد لكل 100 أنثى في الثامنة عشر من عمرها فما فوق 80.0 ذكر.
بلغ متوسط دخل الأسرة في المدينة 31,471 دولار، أما متوسط دخل العائلة فبلغ 38,889 دولار. وكان متوسط دخل الذكور 32,333 دولار مقابل 24,028 دولار للإناث. وسجل دخل الفرد الخاص بالمدينة 16,480 دولار. وكانت نسبة 7.2% من العائلات ونسبة 12.5% من السكان تحت خط الفقر، وكان من هؤلاء نسبة 15.4% تحت سن الثامنة عشر ونسبة 21.4% في الخامسة والستين من العمر وما فوق.

## معرض صور

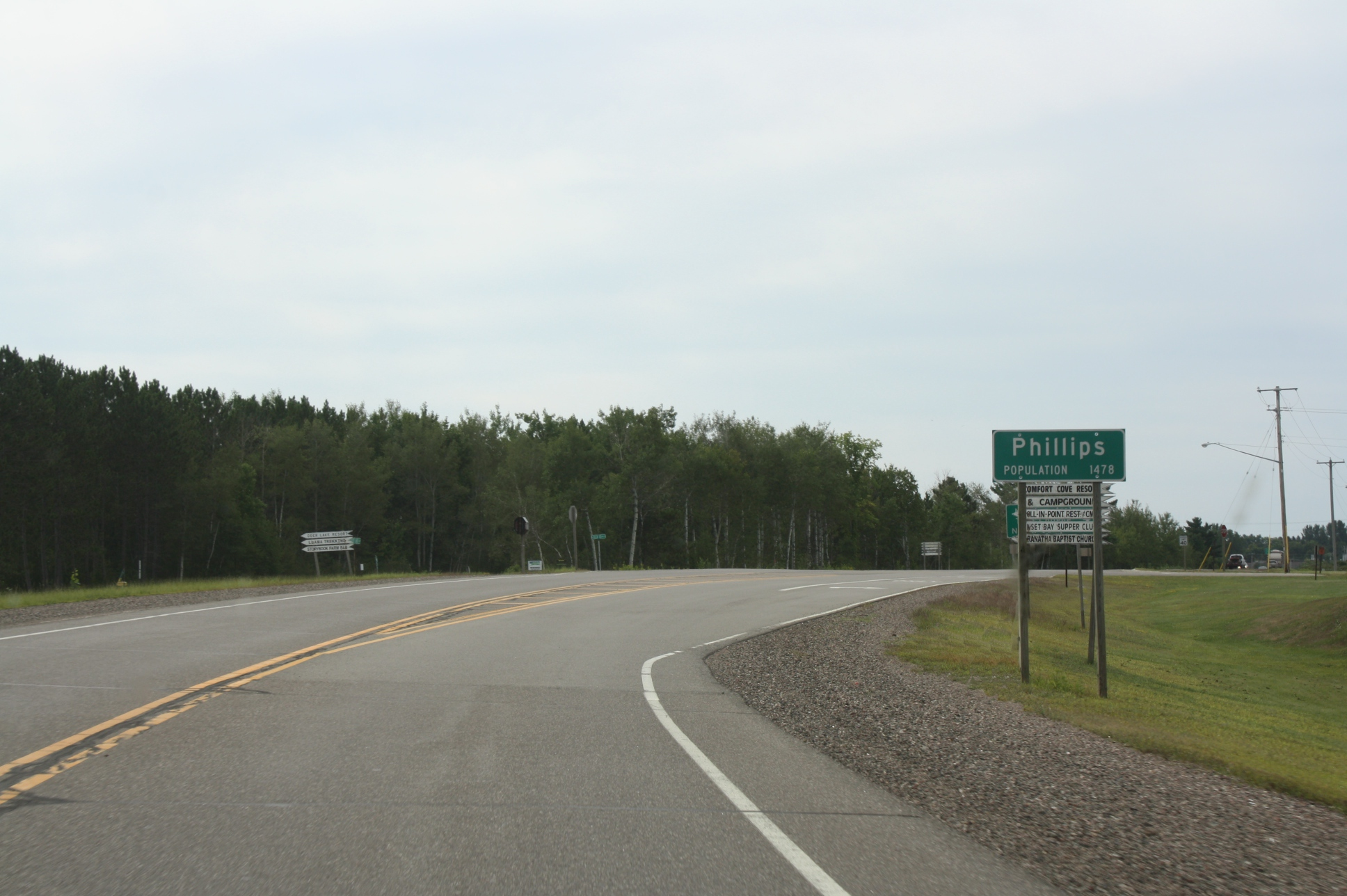
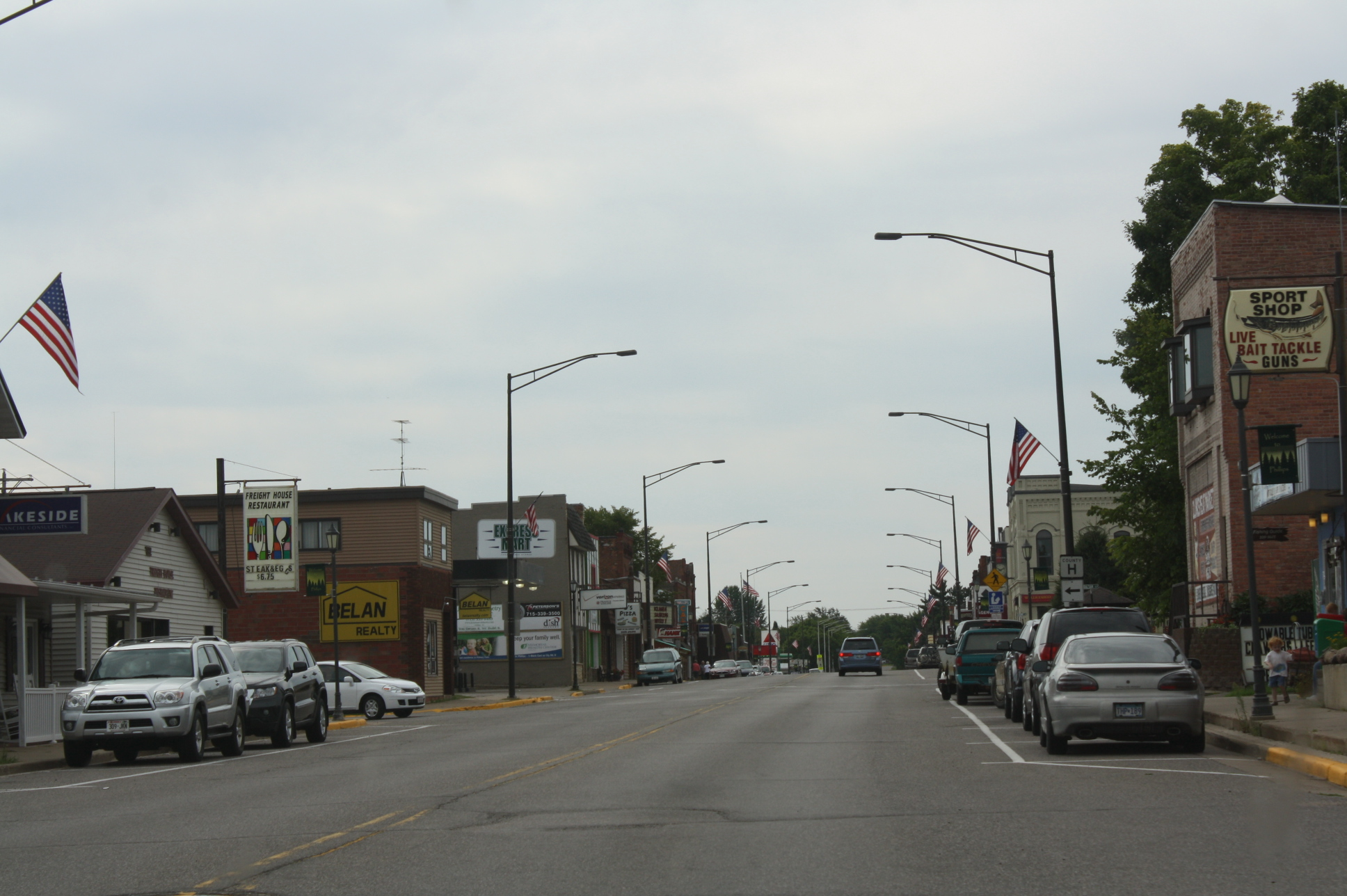
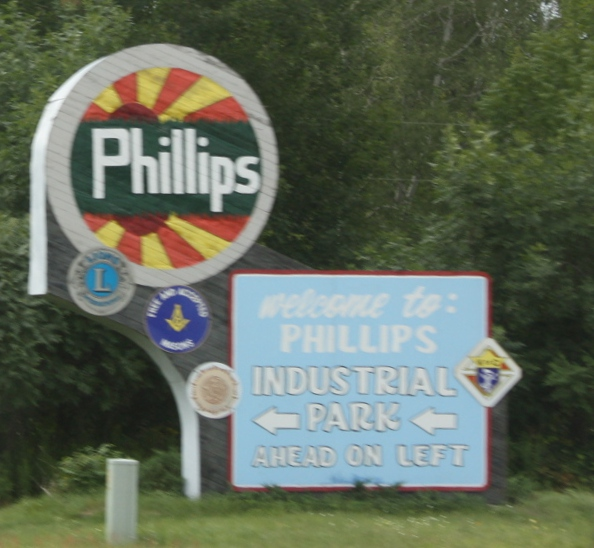

### تعداد عام 2010
بلغ عدد سكان فيليبس 1,478 نسمة بحسب تعداد عام 2010، وبلغ عدد الأسر 695 أسرة وعدد العائلات 338 عائلة مقيمة في المدينة. في حين سجلت الكثافة السكانية 529.7 نسمة لكل ميل مربع (204.5/كم2). وبلغ عدد الوحدات السكنية 868 وحدة بمتوسط كثافة قدره 311.1 لكل ميل مربع (120.1/كم2).
وتوزع التركيب العرقي للمدينة بنسبة 95.1% من البيض و 0.7% من الأمريكيين الأصليين و 1.4% من الأمريكيين ذوي الأصول الآسيوية و 0.1% من سكان جزر المحيط الهادئ و 0.7% من الأمريكيين الأفارقة و 2.0% من عرقين مختلطين أو أكثر.
بلغ عدد الأسر 695 أسرة كانت نسبة 23.9% منها لديها أطفال تحت سن الثامنة عشر تعيش معهم، وبلغت نسبة الأزواج القاطنين مع بعضهم البعض 34.0% من أصل المجموع الكلي للأسر، ونسبة 11.4% من الأسر كان لديها معيلات من الإناث دون وجود شريك، بينما كانت نسبة 3.3% من الأسر لديها معيلون من الذكور دون وجود شريكة وكانت نسبة 51.4% من غير العائلات. تألفت نسبة 45.0% من أصل جميع الأسر من أفراد ونسبة 24.3% كانوا يعيش معهم شخص وحيد يبلغ من العمر 65 عاماً فما فوق. وبلغ متوسط حجم الأسرة المعيشية 2.79، أما متوسط حجم العائلات فبلغ 2.00.
بلغ العمر الوسطي للسكان 44.8 عاماً. وكانت نسبة 20.2% من القاطنين تحت سن الثامنة عشر، وكانت نسبة 7.4% بين الثامنة عشر والأربعة وعشرون عاماً، ونسبة 22.9% كانت واقعةً في الفئة العمرية ما بين الخامسة والعشرون حتى والأربعة وأربعون عاماً، ونسبة 25.9% كانت ما بين الخامسة والأربعون حتى الرابعة والستون، ونسبة 23.6% كانت ضمن فئة الخامسة والستون عاماً فما فوق. وتوزع التركيب الجنسي للسكان بنسبة 47.6% ذكور و52.4% إناث.